# Poya (Nouvelle-Calédonie)
Pour les articles homonymes, voir Poya (homonymie).
Poya (prononcé [pɔja] ; Nèkö) est une commune française de Nouvelle-Calédonie, la seule de cette collectivité à être à cheval sur deux provinces : celles du Nord et du Sud, sur la RT1, à 210 km de Nouméa, et à 47 de Bourail au sud, et de 56 km de Pouembout au nord.
La commune fait partie de l'aire coutumière Paici-Cemuhy et de l'aire coutumière Ajië-Aro.

## Géographie et démographie

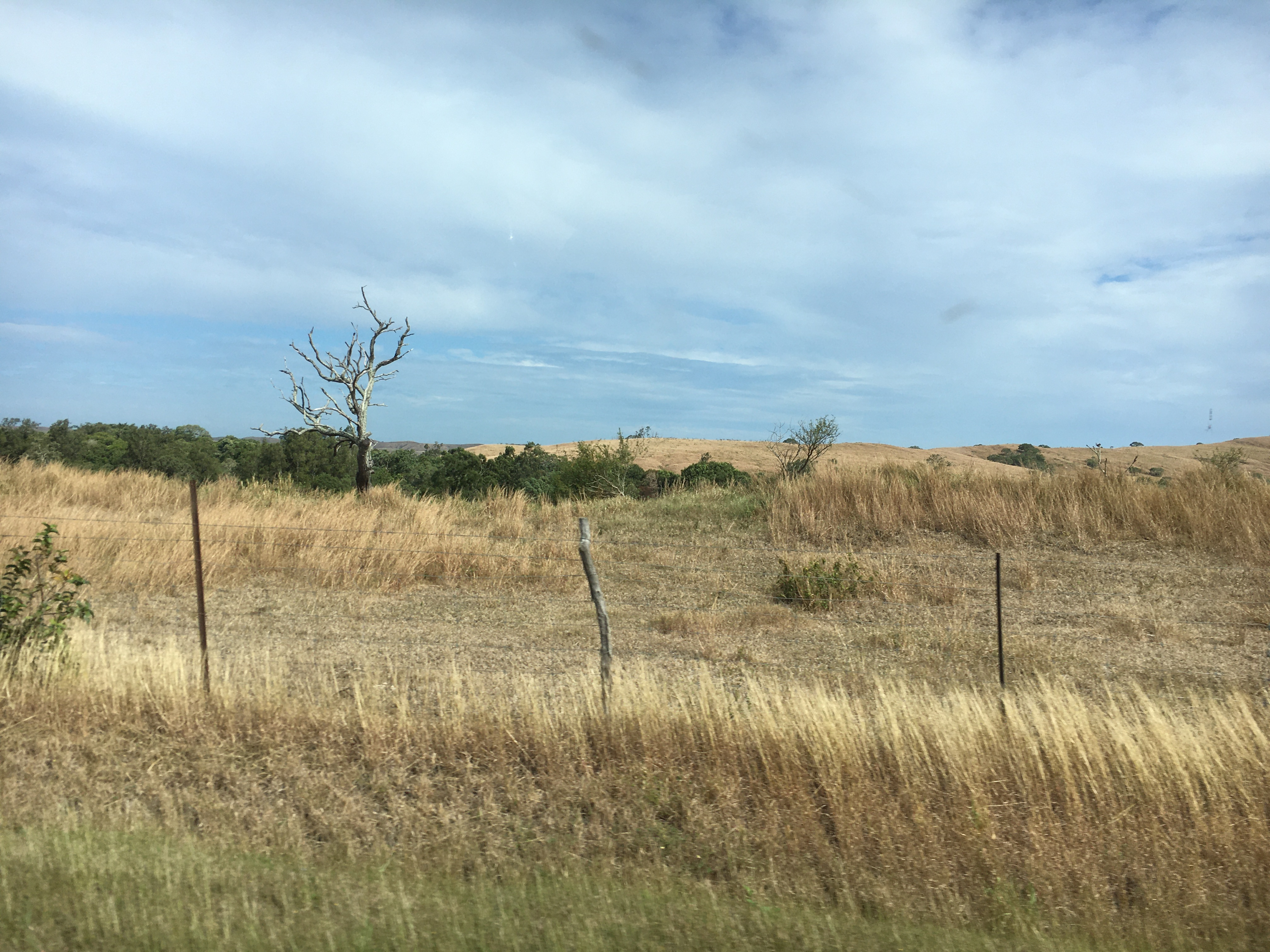
Paysage agricole à Poya

Poya est située au centre de la côte ouest de la Grande Terre. Couvrant 845,8 km2, elle est la septième commune néo-calédonienne par sa superficie et, peuplée de 2 802 habitants en 2019, la seizième par son nombre de résidents ; Poya est ainsi la neuvième municipalité la moins densément peuplée du Territoire (3,31 hab./km2). Son territoire correspond exactement à celui du district coutumier de Muéo, qui comporte les six tribus de la commune. Coupée en deux par la frontière entre Provinces Nord et Sud, elle comprend :
- « Poya Nord » : regroupe la majeure partie de la commune (568,6 km2, soit légèrement plus des 2/3 de la superficie totale, ce qui en fait la 8e plus grande commune de Province Nord sur 17) et l'immense majorité de sa population (2 806 habitants lors du recensement de 2014, soit 92,42 % du total des résidents, ce qui lui permet d'atteindre le 7e rang des communes du Nord). Sa densité est alors légèrement inférieure à la moyenne provinciale, avec 4,93 hab./km2. Outre le village centre de Poya (quelque 400 habitants autour de l'église paroissiale, de la mairie et de différents services dont la poste, la gendarmerie, deux épiceries et une école primaire), « Poya Nord » regroupe deux autres agglomérations et l'ensemble des six tribus du district de Muéo (toutes accessibles par des chemins ruraux ou routes communales non asphaltées, en 1996 elles regroupaient 997 habitants dont 944 appartenant à une tribu du district, 39 à un autre district et 14 non Kanaks[1]) : 
  - Basse-Poya légèrement plus au nord, regroupe quelques habitations autour d'une station service, d'une épicerie et du carrefour entre la RT 1 (la route qui longe la quasi-totalité de la côte ouest de Nouméa à Koumac et sert de rue principale à Poya-Village et Basse-Poya) et la route montant vers la Chaîne centrale et certaines tribus,
  - Népoui sur la côte et la presqu'île de Muéo à l'ouest : village minier d'environ 1 200 habitants (soit la plus forte concentration de population de la commune, et regroupe donc plusieurs services et commerces : poste, médecins, pharmacie, station service, quatre épiceries, une école maternelle et une élémentaire et une annexe du Collège de Koné) lié à l'exploitation par la SLN depuis 1969 du massif de Kopéto, c'est aujourd'hui un centre industrialo-portuaire relativement important pour la Province Nord avec le port minéralier de la SLN, le futur port en eau profonde et la centrale électrique à gaz. Plus puriethnique que les autres parties de la commune, l'essentiel des Calédoniens y sont installés[2],[3],
  - les quatre tribus du district de Muéo rattachées à l'Aire coutumière Ajië-Aro dont : 
    - deux de langue ajië situées dans la Chaîne centrale à 25 km à l'est-nord-est de Poya-Village : Montfaoué (211 résidents en 1996[4], tribu catholique avec une église dédiée à St Michel, dotée d'une annexe de l'école de Poya-Village avec CP et CE1 et d'un point de lecture avec médiathèque[5]) et Ouendji (56 résidents en 1996, tribu protestante libre avec un temple[6]),
    - une tribu qui pratique, en plus de l’ajië, deux langues qui lui sont endémiques, l’arhö et l’arhâ : Nékliai-Kradji, au pied de la Chaîne centrale à 4 km au nord-nord-est de Poya-Village (194 résidents en 1996, ancien lieu d'une mission catholique dont il reste l'église Sainte-Thérèse et une école privée avec trois classes allant de CE2 au CM2, il existe aussi un culte protestant libre avec un temple et un pasteur[7],[8]),
    - une parlant l’haeke, l'un des six dialectes de la région de Voh-Koné, la seule de la commune à être une tribu côtière située entre 10 et 15 km à l'ouest de Poya-Village : Népou (103 résidents en 1996, tribu protestante, tant calviniste que libre, avec un temple et deux pasteurs, un pour chaque culte[9], ses habitants sont essentiellement des pêcheurs et notamment de crabe[10]),

  - les deux tribus du district de Muéo rattachées à l'Aire coutumière Paici-Camuki, situées dans la Chaîne centrale à la limite nord-est de la commune et parlant le paicî : Gohapin (la plus éloignée du village, à 28 km, mais aussi la plus peuplée des tribus de la commune et l'une des plus importantes du Territoire, avec 398 résidents en 1996, elle est catholique avec une chapelle et une école élémentaire privée[11] et une publique plus récente[12]) et Nétéa (à 20 km au nord-est de Poya-Village, la moins peuplée des tribus de la commune avec 35 résidents en 1996, elle est aussi catholique avec une chapelle consacrée à Saint Joseph et un cimetière[13],[14]) ;
- « Poya Sud » (aussi appelé « Moindah », car situé dans le bassin versant du fleuve du même nom) : avec un léger tiers du territoire communal (277,2 km, soit le 5e plus petit territoire communal de la province sur 14) et une population pratiquement inexistante mais en forte augmentation (122 habitants en 2004 mais 230 en 2014, soit seulement 7,58 % des résidents communaux et une population inférieure à celles de toutes les autres communes). Avec 0,83 hab./km2, c'est l'une des plus faibles densités du Territoire.

Poya Nord est dominée par le Massif de Boulinda dans la Chaîne centrale au nord-est, mais le point culminant se situe à Poya Sud, à 1 508 mètres d'altitude à la limite sud-est de la commune. Celle-ci est bordée au sud-est par Bourail en Province Sud et au nord-ouest par Pouembout en Province Nord et, de l'autre côté de la Chaîne centrale à l'est, par Houaïlou et Kouaoua, toutes deux situées en Province Nord.

## Histoire

### 1857

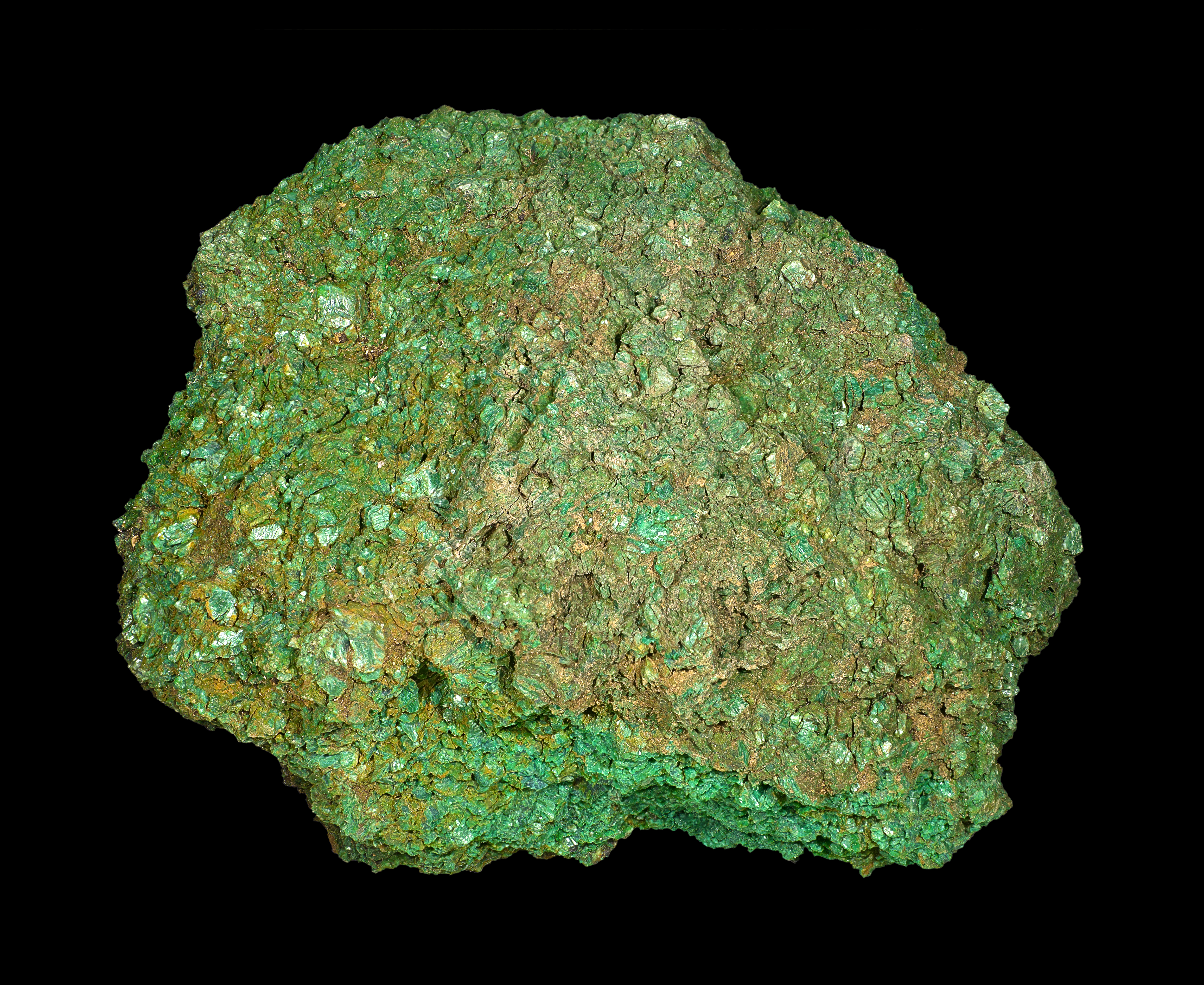
Népouite de Poya – Muséum de Toulouse

Cette région fait l'objet d'une première reconnaissance en octobre 1857, lors d'une tournée de la côte Ouest effectuée par le gouverneur Du Bouzet à bord du Styx. Toutefois, ne pouvant examiner le site de Poya, encombré par la mangrove, il se rabat sur celui de Muéo, d'un accès – une passe – plus aisé pour son navire.

### 1870
Au début des années 1870, et notablement grâce aux dispositions de l'arrêté 26 janvier 1871 sur les permis d'occupation sans limites de superficie, le front d'occupation se déplace rapidement vers le Nord de la côte ouest, atteignant alors la région de Poya, avec l'installation d'éleveurs comme le Réunionnais Routhier de Granval dès avril 1871. En 1872, on compte une dizaine d'éleveurs dans la région s'étendant du Cap Goulvain à Poya. En 1873, un ancien gendarme, Henri Houdaille, s'établit à côté de la tribu de Nékliaï. Puis en 1876, le géomètre Neigre délimite les propriétés des éleveurs Chardar, Français (à l'origine du lieu-dit Forêt Français), Escande et Brun. À la veille de l'insurrection kanake de 1878, vingt-trois propriétaires occupent diverses superficies s'étendant de la rivière du Cap à celle de Népoui.

La région est durement touchée par l'insurrection. Le 11 septembre, la station Houdaille est attaquée et son propriétaire, Henri Houdaille, est assassiné par les Kanaks. Le même jour et le lendemain, d'autres stations voisines sont pillées et plusieurs colons ou gérants sont tués, en tout 27 personnes ; puis, à la mi-octobre a lieu l'assassinat de l'équipage de trois canots remontant la rivière de Poya (13 personnes). Conséquence directe de ces massacres, la construction en 1879 de deux forts militaires dans la région, l'un à Poya, dans la mangrove, et l'autre à Muéo, sur une butte.

### 1880
Au début des années 1880, avec l'ouverture à la colonisation libre du centre agricole de Koné, la question de la création d'un nouveau centre ne se pose plus. La région de Poya, et plus certainement la zone de Muéo, est toutefois retenue par la Commission nommée le 26 juin 1881 par le gouverneur Courbet, et chargée de choisir les terrains urbains destinés à former le domaine pénitentiaire, comme réserve pour l'avenir. Cependant, le Conseil privé du 14 décembre suivant délaisse la proposition : « […] Les terrains disponibles ne sont pas susceptibles de permettre la création d'un grand pénitencier, décide d'écarter ce point des réserves pénitentiaires […] ».
En 1884, l'administration songe à nouveau à Poya. Une superficie d'environ 850 hectares sur la rive droite de la Poya avait été réservée dès 1876 par le Domaine en vue de constituer un lotissement. En janvier 1884, l'administration est prévenue de l'arrivée de deux convois d'immigrants par le Fontenoy puis le Nantes ; il faut alors prévoir de nouveaux terrains. En avril 1884, le nouveau centre projeté de Poya doit s'étendre sur 3 250 hectares et s'insérer dans la séquence alternative visée à l'époque d'un centre de colonisation pénale pour un de colonisation libre, Poya se trouvant entre Bourail et Muéo. Mais le décret présidentiel du 16 août 1884 sur les réserves pénitentiaires modifie les plans en réservant 4 740 hectares à Poya à l'Administration pénitentiaire, annulant du même coup le projet de centre de colonisation libre.

### 1890
En 1891, Koné s'étant considérablement peuplé depuis 1888, et pour faire face à l'arrivée de nouveaux colons, des démarches sont faites auprès du Département pour que la vallée de la Poya (domaine pénitentiaire) soit enfin ouverte à la colonisation libre. Mais à nouveau le Département, dans une dépêche du 7 octobre 1891, désapprouve cette proposition . En 1892, l'ouverture de Voh en janvier puis de la Ouaménie en septembre permettront d'installer de nouveaux colons.
En août 1892, alors que Voh était déjà complet, et que la Ouaménie ne pouvait guère contenir qu'une vingtaine de concessions, l'administration songea de nouveau à Poya : un domaine de 1 100 hectares, permettant d'installer 200 familles sur les 4 740 hectares possédés par l'Administration pénitentiaire ou à défaut à Témala (649 ha, pour l'installation de 30 familles pris à la fois sur les 800 ha donnés à l'Administration pénitentiaire et sur les réserves indigènes).

Il faut attendre l'année 1893 pour que la question de l'ouverture de Poya à la colonisation libre soit enfin abordée de façon plus sérieuse. Dans une dépêche ministérielle de Théophile Delcassé au gouverneur Albert Picquié datée du 2 mai 1893, le principe de l'ouverture des centres de Poya et de Témala à la colonisation libre est accepté. En juin et juillet 1893, le géomètre Martin délimite dix lots de culture avec les lots de pâturage correspondants et un emplacement de village de 92 lots de 15 ares permettant à 80 immigrants de s'installer sur 350 hectares. Entretemps, le Conseil général refuse dans ses séances des 10 et 11 juillet 1893 de supporter les dépenses imputables à la création d'un nouveau centre d'émigrants libres, précédemment « […] jugé impropre par l'Administration pénitentiaire à recevoir la colonisation de condamnés en cours de peine […] ». De plus, le budget local n'en avait pas les moyens financiers. L'année 1893 s'affichait comme une année noire pour la colonisation libre puisque plus aucun terrain n'est disponible pour les immigrants, et le projet est à nouveau abandonné.

Avec l'arrivée du gouverneur Paul Feillet le 10 juin 1894, les choses changent enfin sur le plan de la colonisation libre et Poya voit finalement le jour en 1903.

## Administration
Poya est connue pour être une commune charnière, basculant entre les camps anti-indépendantistes (surtout présent à Poya-Sud, dans le village-centre et à Népoui) et indépendantistes (dans les tribus). 
De 2008 à 2014, le maire de la commune est François-Joseph Meandu-Poveu, indépendantiste membre du Front de libération nationale kanak et socialiste (FLNKS) et de l'Union calédonienne (UC), déjà maire de la commune de 1995 à 2001 avant de perdre son fauteuil de premier magistrat au profit du non-indépendantiste Guyèdre Wamedjo qu'il bat à son tour en 2008. Sa liste « Poya Union Calédonienne », alors arrivée légèrement en tête avec un peu plus du tiers des suffrages exprimés (33,63 %), devance celle « Rassemblement et développement de tout Poya » du maire sortant de seulement 52 voix, soit 4 points. Obtenant 8 sièges sur 23, sa majorité municipale est complétée par les trois conseillers Union nationale pour l'indépendance (UNI)-Parti de libération kanak (Palika), autre composante du FLNKS, de Georges Voudjo (4e adjoint au maire, démissionne en 2011 pour être remplacé par Lambert Weko) et Isaac Méandu-Poveu (5e adjoint) et des trois élus également de l'Union progressiste en Mélanésie (UPM), encore un parti membre du FLNKS, de Guy Meureureu-Goin (6e adjoint), soit en tout 14 membres du conseil sur 23. Les trois premiers adjoints sont tous membres de l'UC. L'opposition municipale est constituée des sept élus Rassemblement-UMP de Guyèdre Wamedjo et des deux conseillers du Parti travailliste de Marie-Pierre Goyetche,.    
En 2014, la commune revient au camp non-indépendantiste, avec une liste d'union menée par Yasmina Metzdorf, conseillère municipale d'opposition sortante et membre de Calédonie ensemble. Elle arrive en tête au premier tour avec 39,01 % des voix, et l'emporte au second tour dans une triangulaire avec 43,16 % et 17 sièges sur 23. Vient ensuite, avec 36,83 %, la liste du maire sortant François-Joseph Meandu-Poveu qui a fusionné sa propre liste UC qu'il menait au premier tour (et qui avait totalisé 26,43 % des suffrages) et celle de l'UPM de Guy Meureureu-Goin (13,02 % au premier tour), pour 4 élus (respectivement 3 et 1). En dernier arrive, avec 20 % et 2 conseillers, la liste de l'UNI-Palika d'Isaac Méandu-Poveu (21,54 % au premier tour). Yasmina Metzdorf devient la première femme élue à la mairie de Poya le 4 avril 2014. 
Puis une alternance se produit à nouveau en 2020, au profit des indépendantistes. Cette fois-ci, et pour la première fois depuis 1995, une liste unitaire du FLNKS est présentée sous la conduite de la militante de l'UC Évelyne Goro Atu : elle arrive en tête du premier tour avec 46,94 % des suffrages puis l'emporte au second avec 47,02 % et 17 sièges sur 23. Lors des deux tours, elle a dû affronter deux listes : celle de la majorité sortante non-indépendantiste cette fois-ci tirée par le 1er adjoint Rassemblement Jacques Pelletier (Yasmina Metzdorf, qui ne souhaitait pas rester première magistrate, se retrouve en 4e position sur la liste) qui totalise successivement 37,07 % puis 41,54 % des voix pour 5 élus ; celle sans étiquette mais également de tendance non-indépendantiste de Claude Pelletier arrive dernière avec 15,98 % puis 11,43 % des suffrages et un seul siège. Le 3 juillet 2020, Évelyne Goro Atu devient donc la deuxième femme à diriger la commune.
| Période                                  | Période  | Identité                     | Étiquette                   | Qualité                         |
| ---------------------------------------- | -------- | ---------------------------- | --------------------------- | ------------------------------- |
| Les données manquantes sont à compléter. |          |                              |                             |                                 |
| 1961                                     | 1974     | Georges Nagle                | Union calédonienne puis MLC | Suppléant du député Roch Pidjot |
| 1974                                     | 1983     | Jean Delouvrier              | Divers droite puis RPCR     |                                 |
| 1983                                     | 1989     | Mickaël Meureureu-Gowé       | FLNKS-UPM                   |                                 |
| 1989                                     | 1995     | Edmond Nékiriaï              | FLNKS-UPM                   |                                 |
| 1995                                     | 2001     | François-Joseph Meandu-Poveu | FLNKS-UC                    |                                 |
| 2001                                     | 2008     | Guyèdre Wamedjo              | RPCR puis Rassemblement-UMP |                                 |
| 2008                                     | 2014     | François-Joseph Meandu-Poveu | FLNKS-UC                    |                                 |
| 2014                                     | 2020     | Yasmina Metzdorf             | Calédonie ensemble          |                                 |
| 2020                                     | En cours | Évelyne Goro Atu             | FLNKS-UC                    |                                 |

## Démographie
L'évolution du nombre d'habitants est connue à travers les recensements de la population effectués dans la commune depuis 1956. À partir de 2006, les populations légales des communes sont publiées annuellement par l'Insee, mais la loi relative à la démocratie de proximité du 27 février 2002 a, dans ses articles consacrés au recensement de la population, instauré des recensements de la population tous les cinq ans en Nouvelle-Calédonie, en Polynésie française, à Mayotte et dans les îles Wallis-et-Futuna, ce qui n’était pas le cas auparavant. Ce recensement se fait en liaison avec l'Institut de la statistique et des études économiques (ISEE), institut de la statistique de la Nouvelle-Calédonie. Pour la commune, le premier recensement exhaustif entrant dans le cadre du nouveau dispositif a été réalisé en 2004, les précédents recensements ont eu lieu en 1996, 1989, 1983, 1976, 1969, 1963 et 1956.
En 2019, la commune comptait 2 802 habitants, en diminution de 7,71 % par rapport à 2014 (Nouvelle-Calédonie : +0,98 %).
| 1956  | 1963  | 1969  | 1976  | 1983  | 1989  | 1996  | 2004  | 2009  |
| ----- | ----- | ----- | ----- | ----- | ----- | ----- | ----- | ----- |
| 1 066 | 1 019 | 1 281 | 2 915 | 1 961 | 1 862 | 2 522 | 2 600 | 2 648 |

| 2014  | 2019  | - | - | - | - | - | - | - |
| ----- | ----- | - | - | - | - | - | - | - |
| 3 036 | 2 802 | - | - | - | - | - | - | - |

## Tribus
- District coutumier Muéo
  - Aire coutumière Paici-Camuki : Gohapin, Nétéa
  - Aire coutumière Ajië-Aro : Montfaoué, Nekliai-Kradji, Népou, Ouendji

## Culture locale et patrimoine

### Lieux et monuments
- église Sainte-Jeanne d'Arc,
- vieille chapelle (classée) de Gohapin,
- église de Nékliaï (et château Escande), en zone Muéo-Népoui, en propriété privée,
- Beaupré, îlot Contrariété, 10 km au sud du centre,
- grottes d'Adio, site accessible, visite interdite,
- pétroglyphes (156) de Montfaoué,
- plages de Pindaï,

## Activités
- marché, vendredi matin,
- fête de la Forêt, en juin,
- fête du Terroir, en juillet,
- nuit de la chauve-souris, en octobre̠-novembre,
- motocross de Népoui,
- ̈randonnées pédestres,
- ̈activités nautiques, pêche,

## Repères axe routier nord:RT1Pouembout-Poya
- commune de Pouembout (Pwébuu)
  - RPN2, vers la transversale ouest-est : Poindah (Pwaadë), Näèmî, Netchaot (Hêcaalolè), vallée de la Tiwaka, Touho, Poindimié,
  - vers Pelaoui,
  - vallée de Tia'oué,
  - route transversale Pouembout-Poindimié : Netchaot, Bobeito, Bopope, Pombéï, vallée de la Tiwaka,
  - siège de la Province Nord,
  - Pouembout village, mairie,
  - route et vallée de Tamaon, Paouta, massif de Kopéto, Forêt plate,
  - plage de Franco, baie Blanche, Tarbeville
  - plaine des Gaïacs, mémorial aux soldats anglo-saxons,
  - route vers la plage de Pindaï, presqu'île,
- commune de Poya (Nékö)
  - plage de Pindaï,
  - vallée de la Népoui, contour routier du massif de Kopéto,
  - Népoui, pôle industriel de la mine SLN Népuoi-Kopéto, port minéralier en eau profonde, aéroport,
  - île Grimoult, baie de Nekoro, Meoui,
  - Forêt Français, Massif du Boulinda,
  - vers Népou (Nédjaara), île Béco, baie de Porwi,
  - vallée vers Grotte d'Ado, Nétéa, Gohapin, Montfaoué,
  - Basse-Poya,
  - vallée vers Karadi, Nétéa, Golpin, grottes d'Adio, Néxawaa, réserve de faune de l'Aoupinié,
  - vallée vers Ouendji,
  - Poya,

## Repères axe routier sud:RPN1Poya-Bourail
- commune de Poya
  - bourg de Poya,
  - vallée de Boana Charda, Ouendji, Dent de Poya (1051 m), Montagne Maoya (1508 m),
  - vers la pointe de Kuil, Beaupré, îlot Contrariété, élevage, aquaculture,
  - Moindah,
  - vallée,
  - col du Bonhomme,
- commune de Bourail
  - col des Citrons,
  - No Bo, No Go, Gîte du Cap,
  - ponts du Cap, du Carré, de la Baroua, de la Daoui, Réserve de faune et de flore de Nodéla,
  - déchetterie,
  - Gouaro Deva ou domaine de Déva, vallée Tabou, vallée des Cannes, Baie des Tortues,
  - Nandaï (Rhawa),
  - transversale RT3, Néméara, Pothé (Pötê), Azareu (Ayère), Ny (Nii), Bouriou (Bwiru), col des Roussettes, vers Houaïlou,
  - Nékou (Néku), Trois Frères (Koumwa, 434 m),
  - vallée de la Pouéo, RM6 : Pouéo, Bouirou (Bwiru), Bouindi Assala,
  - centre-ville
  - RM 35 : Le Sémaphore (Menyé), RM8 La Tarodière, Mouarapou, RM33 : Hippodrome de Téné, Casi Cayou, Me Reubwé (Mè Rè Ubwé),
  - RP20 : Gouaro (Gwaro), Le Gabé, Néwatuu, Pöméa, Mé Pouémè, phare, Oua Koué, route des Nordistes, Forêt Plate, Néra,
  - RM20 : La Roche Percée (Pû Yaxè), baie de Gouaro, plateau Vidoine,
  - RP20 : plage de Poé, île Kouenra, îlots : Méjéno, Korragan, Méecie, Kia, Shark,
  - RP20 : routes des Poteaux, marais, Domaine de Déva,
  - pont,
  - trou aux 6 Perruches,
  - RM 21 et 22 : Nessadiou, Mé Saï, baie de Nessadiou (Nérhëë), pointe Bellenguez, île Verte (Mérere) (réserve marine),
  - RM 9, 17 et 19 : Oua-Oué (Wawé), route historique Moméa-Boghen (Bogën), col,
  - RM 41 : Nessadiou, cimetière Néo-Zélandais, Mosquée et cimetière des Arabes, vallée des Pastèques, vallée de la Source,
  - Col des Arabes (Réuda), ferme aquacole, creek des Cascades, col Aymes, mont des Trois Ravines,